# Carateye
Carateye (Caracategé), pleme iz južne podskupine istočnih Timbira (Timbira Orientais), porodica gé, Brazil, čije se područje nalazilo uz rijeku rio Grajaú. Ovaj kraj kasnije postaje dom plemenu Krepumkateyê